# ستيوارت سبنسر
ستيوارت سبنسر (بالإنجليزية: Stuart Spencer)‏ هو سياسي أمريكي، ولد في 20 فبراير 1927. حزبياً، نشط في الحزب الجمهوري.